# فأر زلم
فأر زَلَم أو فأر داسي (الاسم العلمي: Petromus typicus)، حيوان قارض أفريقي يوجد بين النتوءات الصخرية. إنهُ العضو الحي الوحيد في جنسه، بتروموس، وفصيلته، الفئران الصخرية. اسم «داسي» يعني «زَلَم» في اللغة الأفريكانية.